# Robert Guérin

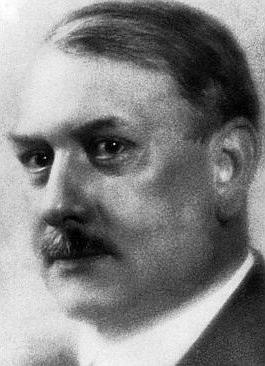
Robert Guérin (1906)

Robert Guérin, geboren als Clément Auguste Maurice Robert (* 28. April 1876 in Reims; † 14. Februar 1952 in Paris) war ein französischer Journalist und Fußballfunktionär und vom 22. Mai 1904 bis zum 4. Juni 1906 erster Präsident des von ihm initiierten Weltfußballverbandes FIFA.
Robert Guérin initiierte beim französischen Sportverband Union des sociétés françaises de sports athlétiques als Sekretär der Fußballabteilung die Gründung des Weltfußballverbandes. Als Journalist publizierte er schon 1903 in der Zeitung Matin Aufrufe an die Landesverbände, um einen Fußballdachverband zu organisieren. Belgien und Frankreich trugen am 1. Mai 1904 in Brüssel ihr erstes offizielles Länderspiel aus. Diese Chance nutzte Guérin, um sich mit dem belgischen Verbandssektretär zu treffen und die Gründung der FIFA zu beraten. Robert Guérin ergriff anschließend die Initiative und lud die interessierten Verbände zur Gründungsversammlung ein.
Er wurde auf der ersten FIFA-Sitzung in der Schweiz, am 22. Mai 1904, zum ersten Präsidenten des neu gegründeten Fußballverbandes gewählt. Viele Verbände, vor allem aus Europa, darunter 1905 die in ihrer Bedeutung für den Weltfußball weiterhin hoch angesehene englische Football Association, traten der FIFA bei und Guérin wurde von der FIFA-Exekutive im folgenden Jahr wiedergewählt. Jedoch mehrten sich in den kommenden Jahren die Probleme. Der erste geplante internationale Wettbewerb 1905 wurde mangels interessierter Teilnehmer nicht ausgetragen. Vor allem der französische Verband war personell gespalten. Das veranlasste Robert Guérin, sich immer mehr aus dem Arbeitsleben zurückzuziehen. Er überließ immer häufiger die Aufgaben seinem Vizepräsidenten Victor Schneider. Bei seiner Abwahl beim Kongress 1906 in der Schweizer Bundesstadt Bern war er nicht mehr anwesend, sondern wurde von seinem Vize vertreten. Als neuer Präsident wurde der Engländer Daniel Burley Woolfall gewählt.